# شهرسازی ساسانیان
شهرسازی ساسانیان به بررسی پاره‌ها، شکل و ساختار شهرهای ایران در دورهٔ ساسانی می‌پردازد. شهریاران ساسانی به شهرسازی اهمیت بسیار می‌دادند و بانیان بزرگ شهرها به‌شمار می‌روند، و منابع تاریخی از وسعت شهرسازی که تقریباً در زمان همهٔ شاهان این سلسله معمول بود گواهی می‌دهند. در این دوره از تاریخ ایران، شهرسازی و توسعهٔ زندگی شهری باعث شد تا عناصر و ساختارهای خاصی به شهرسازی ساسانی وارد شود.
با بررسی منابع مرتبط با دورهٔ ساسانی می‌توان چنین نتیجه گرفت که ساختار اصلی شهرهای ساسانی شامل کهندژ، شارستان، شار میانی و بیرونی، بازار و میدان بوده است که کهندژ محل استقرار حکومت و فرمانروای شهر بوده است و شارستان که خود به دو قسمت شارستان میانی و شارستان بیرونی تقسیم می‌شد، سکونتگاه دیوانیان، اشراف و سپاهیان بود. بازار به‌عنوان قطب اقتصادی و مرکز دادوستد و تجارت، از نقش مهمی در توسعهٔ شهر برخوردار بوده است و نبض اقتصادی شهر در آن جریان داشت و ارتباط مهمی با میدان داشت زیرا میدان محل گردآمدن گروه‌های مختلف اجتماعی بود و معمولاً از نظر مکانی در جایی واقع شده بود که به بازار ارتباط داشت.
شکل شهر بازتاب دهنده ساختار اجتماعی و اقتصادی مسلط بر جامعه شهری است. مناسبات اقتصادی-اجتماعی هر شهر نیز در کنار سایر عوامل مهم (آموزه‌های اعتقادی مسلط، شرایط طبیعی و جغرافیایی و غیره) تأثیرات عمیقی بر چگونگی ترکیب و آرایش عناصر اصلی زندگی شهری و تعیین ویژگی‌های اصلی بافت آن بر جای می‌گذارد. شهرهای ساسانی نیز از لحاظ شکل عموماً به شهرهای مدور، شهرهای مستطیلی (هیپودام) و شهرهای منظم تقسیم‌بندی می‌شوند که دارابگرد، اردشیر خوره، مرو و تخت سلیمان شهرهای مدور بودند و از شهرهای مستطیلی (هیپودام) به بیشابور، جندی‌شاپور، ایوان کرخه، سیراف، نیشابور و استخر می‌توان اشاره کرد و رام شهرستان، تیسفون و قصر شیرین از شهرهای نامنظم این دوره بودند.

## واژهٔ شهر و مفهوم آن
واژهٔ شهر را در زبان فارسی باستان «خَشَثَ» می‌گفتند و در اوستا این واژه به‌صورت «خَشَثْرَ» آمده که واژهٔ «شهر» در فارسی نو، برگرفته از همین واژهٔ اوستایی است. در روزگار ساسانی، شهر به‌معنای امروزی آن را «شهرستان» می‌خواندند، چنان‌که در کارنامهٔ اردشیر بابکان به‌صورت «شَترستان» ذکر شده‌است و منظور از آن، مرکزِ ناحیه (استان و کوست) بوده‌است. واژهٔ «شهر» در روزگار ساسانیان مفهوم وسیع‌تری داشت و به معنای کشور، استان، ناحیه و ولایت به کار می‌رفت؛ در واقع، «شهر» جایگاه پادشاهی و مرکز قدرت سیاسی و حکومت بوده‌است و واژهٔ «شهر» را می‌توان مترادف با واژهٔ «قلمرو» در نظر گرفت.
تفاوت واژه‌های «شهر» و «شهرستان» را می‌توان از عنوان کتاب شهرستان‌های ایرانشهر دریافت. این کتاب که در واپسین سده‌های فرمانروایی ساسانیان نوشته شده‌است، به بیان تاریخ، نام و ساختار سیاسی شهرستان‌های ایرانشهر و بیان ویژگی این شهرستان‌ها می‌پردازد و در نخستین عبارت آن، هدف از نگارش کتاب را چنین ذکر کرده‌است: «شهرستان‌هایی که در زمین ایرانشهر ساخته شده‌اند، هرکدام در چه روزگاری، در کجا و به‌دست کدام سرخدایی ساخته‌شده‌است، به تفصیل در این یادگار نوشته‌شده‌است». در این کتاب، برای نام‌بردن شهرها از واژهٔ «شهرستان» استفاده کرده‌است: «شهرستان دارابگرد را دارا پسر دارا ساخت». واژهٔ «شهرستان» برای نامیدن شهرها، بیش از ۵۰ بار در این متن تکرار شده و منظور از آن، شهر به‌معنای امروزی بوده‌است. از سوی دیگر، در «ایرانشهر»، واژهٔ «شهر» به‌معنای کشور و قلمرو آمده‌است و منظور از آن، «کشور ایران» است.
«شهرستان» توسط «شَهرَب» یا «شهریگ» اداره می‌شده که در دورهٔ ساسانیان احتمالاً یک شاه محلی بوده‌است و فرمانروایان استان‌ها را که «شهربان» نامیده می‌شدند، شخص شاهنشاه منصوب می‌کرد. یک شهر یا ناحیه به «روستاگ»‌هایی تقسیم می‌شد که شاید هر یک از چندین دهکده تشکیل می‌شدند. کوچک‌ترین واحد، «ده» بود که یک دهقان یا دهگان ریاست آن را بر عهده داشت.

## ویژگی‌های شهر ساسانی
شهر ساسانی مکان اصلی استقرار طبقات برتر اجتماعی بود. شاه و دربار آن در ارگ یا کاخ که در قلب شهر یا در بلندترین محل آن ساخته می‌شد، جای داشتند. در شهرهای دیگر جای خاندان شاهی را شاه محلی (سکانشاه، گیلانشاه، کرمانشاه و غیره یا خاندان‌های قدرتمند محلی مانند سورن، قارن و غیره) پُر می‌کردند. پس از آن موبدان و مغان، جنگاوران و سپاهان، دبیران و پزشکان و اشراف زمین‌دار سکونت می‌یافتند. طیف عظیم مردم مانند پیشه‌وران، بازرگانان و صاحبان حِرَف در خارج از چهارچوب این طبقات چهارگانه و به تبع آن در خارج از دیوارهای شهر زندگی می‌کردند.
در ابتدای شکل‌گیری حکومت ساسانی، ساخت شهر به منزلهٔ تمرد از حکومت مرکزی، اعلام استقلال و نشانهٔ قدرتمندی محسوب می‌شد. چنان‌که اردوان پنجم در نامه‌ای به اردشیر بابکان متذکر می‌شود که «اگر ما تو را به حال خود واگذاریم، شهری بزرگ خواهی ساخت». گویا ساخت شهر در این دوره و پیش از آن در محدودهٔ اختیارات شخصی پادشاه قرار داشت و غیر از فرمان حکومتی شهری ساخته نمی‌شد. در بین شهریاران سلسلهٔ ساسانی، یکی از نشانه‌های بهتر رهبری کردن هر شاهنشاه، توجه وی به ساختمان و آبادانی شهر و ساختن شهرهای تازه است. به همین دلیل هر یک از شاهنشاهان آن سلسله می‌کوشیدند شهرهایی را پی افکنند یا شهرهای کهن را نوسازی کنند. در این دوره شهرها از شالوده‌های اساسی ارگانیسم اجتماعی و سیاسی به‌شمار می‌آمدند. در این دوره شهرسازی ساسانیان در همه جا کم‌وبیش یکسان بود و بر آن بودند که جهان چهار بخش دارد و شهرها باید طوری ساخته شوند که به چهار سوی جهان گشوده شوند.

## عناصر و ساختار شهر
از نظر ریخت‌شناسی، می‌توان عمده‌ترین عناصر مهم در شکل شهر ساسانی را چنین برشمرد:

### کهندژ
مجموعه‌ای است مرکب از کاخ‌ها، آتشگاه اصلی، دیوان‌ها، سربازخانه‌ها، ذخایر، خزاین و انبارهای آذوقه. این دژ در مرکز یا بالاترین نقطهٔ شهر و مهم‌ترین نقطهٔ سوق‌الجیشی ساخته و با دیوارهای سنگین محافظت می‌شد. این دژ در دورهٔ اسلامی به کهندژ یا قهندژ معروف بود. این بخش، در مرکز و بهترین نقطهٔ شهر و اغلب در سطحی بالاتر از سایر نقاط جای داشت و توسط دروازه‌ای به خارج راه داشت. کهندژ جایگاه و سکونتگاه پادشاه، حکام و درباریان بود و فضایی دارای سیستمی خودکفا بود و نیازهای ساکنانش را در درون همان فضای محصور تأمین می‌کرد. برای کهندژ، برج و بارو و خندقی جهت حفاظت ساکنانش ساخته می‌شد و آتشکده و فضاهای وابسته به آن نیز، اغلب در همین بخش احداث می‌شد.

### شارستان
این قسمت سکونتگاه دیوانیان، اشراف و سپاهیان بود و دارای حصار و دیگر استحکامات لازم بود. در پی تکوین سازمان سیاسی و دستگاه متمرکز حکومتی و ازدیاد شایان توجه عدهٔ کارکنان اداری (دبیران)، بخش شارستان هر شهر توسعه یافت و به بخش مهمی تبدیل گشت. برخی از شاهان ساسانی، برای استفاده از نیروی اسرای جنگی، شهرهایی می‌ساختند و آنان را در شارستان جا می‌دادند و کارگاه‌هایی برای استفاده از نیروی کار آن‌ها بنا می‌شده‌است. علاوه بر اسرای جنگی، از نیروی کار صنعتگران و کارگران شهرهای دیگر کشور نیز استفاده می‌کردند و آن‌ها را در شهر جدید جای می‌دادند. شارستان خود به و به دو قسمت شار میانی و شار بیرونی تقسیم می‌شد.

#### شار میانی و بیرونی
مجموعه‌ای مرکب از محلات خاص برای استقرار طبقات ممتاز است. نزدیک بودن این طبقات اجتماعی به یکدیگر – چه از نظر اقتصادی و چه از نظر اجتماعی – سبب می‌شود تا شباهت بسیاری بین خانه ساکنان شار میانی و کاخ‌ها به وجود آید. شار میانی در دوره اسلامی به شارستان موصوف شد.
شار بیرونی: مجموعه ای مرکب از محلات، خانه‌ها، بازارها، باغات و مزارع پراکنده در اطراف شار میانی است. آتشکده و بازار اصلی را می‌توان در این بخش از شهر جستجو کرد. شار بیرونی محل استقرار کلیه مردمانی است که در چهار طبقه ممتاز اجتماعی قرار نگرفته و بنابراین در دولت ساسانی نقشی ندارند. این بخش در دوران بعد از اسلام به رَبَض مشهور شد.

### بازار
بازار به‌عنوان ستون فقرات شهر از دل شارستان (شار میانی) آغاز می‌شود و دامنهٔ خود را به شار بیرونی (ربض) می‌گستراند و در مسیر خود، محلات را شکل می‌دهد. بازار قلب شهر می‌گردد و کالاها و مصنوعات گوناگون، از همه‌جا به آن‌جا حمل می‌شود. بازار را می‌توان یکی از مهم‌ترین فضاهای عمومی شهر دانست که در دورهٔ اول شهرنشینی، کلیهٔ فعالیت‌های تجاری و بخش عمدهٔ فعالیت‌های تولیدی را در خود جای می‌داده‌است.
اهمیت و نقش بازار در سازمان اجتماعی دورهٔ ساسانی چنان شد که برای بازارها، رئیسی موسوم به «وازاربُد» انتخاب می‌شد که فعالیت و میزان قیمت‌ها در بازار، تحت سرپرستی او بود و احتمالاً ریاست کل اصناف را نیز بر عهده داشت.

### میدان
گستره‌ای وسیع در جلوی دروازه‌های شارستان و ربض ساخته می‌شدند. این میدان، همچون نمونهٔ یونانی آن، آگورا، محل تظاهر دادوستد اقتصادی نیست و نه مانند فوروم در روم، مظهر قدرت حکومت است، بلکه میدان مکانی‌ست که بازارها بدان باز می‌شوند و تظاهرات اجتماعی اقتصادی درهم می‌آمیزد. میدان محلی بود برای فرمان‌های دولت، مانند بخشودگی‌ها و مجازات‌ها.
در باب سوم وندیداد به سلسله مراتب انواع فضاها و عرصه‌های زیستی اشاره شده‌است. براساس متن فوق انواع عرصه‌ها به پنج گروه طبقه‌بندی شده‌اند. بهترین مکان، جایی است که در آن نیایش به جا آورده شود؛ بنابراین آتشکده یا هر نوع فضای دینی دیگر بیشترین اهمیت را داشت. در مرتبهٔ دوم خانه‌ای که در آن مردی متأهل با همسر و فرزندانش در آن زندگی می‌کرد و جایی نیز برای نگهداری دام و حیوانات اهلی داشت، مورد توجه قرار گرفته‌است. در مرتبهٔ سوم به عرصهٔ باغ و مزارع و در مرتبهٔ چهارم به فضای نگهداری دام‌ها و در مرتبه پنجم به چراگاه‌ها اشاره شده‌است.

## تأسیسات درون‌شهری

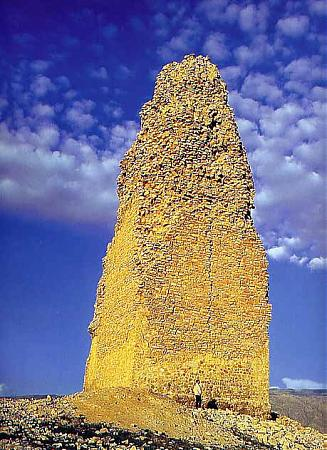
شهر گور یا به اردشیر (شکوه اردشیر)

هر شهر متشکل از مجموعه‌ای بنا و تأسیسات است که به صورت اجزاء منظم و هماهنگ با یکدیگر یک واحد بزرگ و هدف‌دار را تشکیل می‌دهند. تأسیسات و بناهای موجود در هر واحد شهری برحسب زمان و مکان، فرهنگ رایج در یک منطقه و هدفمندی خاص آن با شهرهای دیگر متفاوت است. چنان‌که بناها و ساختمان‌های یک شهر شاهی (پایتخت) با یک شهر تجاری یا مرزی تفاوت‌های اساسی دارد. شهرهای دوران ساسانی از این قاعده مستثنی نیست؛ اما روی هم رفته کلیتی در آن‌ها دیده می‌شود که سیمای خاصی از آن را در تاریخ شهرسازی به نمایش گذاشته‌است. کاخ، معبد، سازمان‌های دولتی-دیوانی، کارگاه‌های سلطنتی، شرکت‌های تجاری، مراکز آموزشی و تربیتی و پادگان‌های نظامی از عمده‌ترین تأسیسات درون‌شهری ساسانی به‌شمار می‌روند.
کاخ را باید مهم‌ترین و شاخص‌ترین عنصر معماری در مجموعه شهرهای شاهی این دوره به‌شمار آورد. همچنان که پیش از این گفته شد، کاخ و عناصر وابسته به آن در قلب شهر یا در بهترین و بلندترین نقطه شهر بنا می‌گردید.
کاخ یک بنای واحد نبود؛ بلکه مجموعه کاملی را تشکیل می‌داد که ممکن بود سطحی برابر با چند کیلومتر مربع را در بر بگیرد. چنین مجموعه‌ای باید به گونه‌ای طراحی می‌شد که نیازهای عمومی و خصوصی در بار را برآورده سازد. میزان سلامت کاخ‌های ساسانی بیش از هر بنای دیگری از این دوره به دلیل ضخامت، مصالح خوب و طرح‌های مهندسی‌ساز و متخصصان کارآزموده است.
وجه مشخصه کاخ‌های ساسانی وجود یک ایوان عمیق مرتفع و عریض با طاق گهواره‌ای و اتاق‌های جانبی متقارن در طرفین آن است که به یک بنای بزرگ گنبددار ختم‌می‌شود. بخش خصوصی کاخ شامل یک حیاط با ایوان‌ها و تالارهای بزرگ هم اندازه بود که به صورت قرینه در پشت گنبدخانه قرار داشت (کاخ فیروزآباد). در شهرهای مرکزی ایالات شاهنشاهی، کاخ یا قیصر سلطنتی جای خود را به ارگ حاکم که منصوب شاه ساسانی بود، می‌داد.
از آنجا که حکومت ساسانی بر بنیاد دین پی‌ریزی شده‌بود، مراکز عبادی از جایگاه بالا و مقدسی برخوردار بودند. کاخ و معبد (مانند شهر گور و بیشابور و کاخ کوه خواجه) در این دوره در کنار هم و بر یکدیگر سایه انداخته‌بودند. اما در دورهٔ ساسانی میانه و متأخر این وضعیت تا حدودی دستخوش تغییر گردید و کاخ از معبد فاصله گرفت. نکتهٔ دیگر آنکه در ابتدای حکومت ساسانی، معابد آب (معبد آناهیتا) نقش چشمگیری داشت؛ اما پس از شاپور اول و با قدرت گرفتن کرتیر معابد آتش (آتشکده) قوت گرفت. آتشکده‌ها در سه شکل چهارتاقی ساده، چهارتاقی با دالان طوافدار و چهارتاقی با دالان طوافدار و هشتی مسقف ساخته می‌شد.
با دوایری که بر گرد دایره مرکزی شهر گور کشیده شده و با احداث معابری به موازات دو خیابان اصلی شهر، فضای داخلی شارستان به بلوک‌های فراوانی تقسیم گردیده‌است. این عرصه‌ها کوی و برزن شهر را تشکیل می‌داد و در آن‌ها گروه‌های اجتماعی مشخص سکونت داشتند. سازمان‌های دولتی – دیوان، کارگاه‌های سلطنتی و پادگان نظامی و زندان در این بخش قرار داشت. در شهرهای غیرشاهی بازار در این بخش واقع بود.
از تأسیسات عمومی درون‌شهری می‌توان به خیابان‌ها و معابر، نهر و حوض آب، مراکز طبابت، مراکز دینی و داوری و غیره اشاره کرد.

## شکل شهرهای ساسانی
شکل شهر بازتاب دهنده ساختار اجتماعی و اقتصادی مسلط بر جامعه شهری است. مناسبات اقتصادی اجتماعی هر شهر نیز در کنار سایر عوامل مهم (آموزه‌های اعتقادی مسلط، شرایط طبیعی و جغرافیایی و غیره) تأثیرات عمیقی بر چگونگی ترکیب و آرایش عناصر اصلی زندگی شهری و تعیین ویژگی‌های اصلی بافت آن بر جای می‌گذارد. همچنین شکل شهر تابعی از شرایط نظام اجتماعی مسلط بر یک دوره تاریخی است. «نقشه شهر بازتاب معتقدات، باورها و طرز تفکر و اندیشه مردمی است که در محدوده جغرافیایی شهر زندگی می‌کنند». علاوه بر این باید تأثیر فرهنگ‌های دیگر اقدام و موقعیت طبیعی نامنظم و غیر هندسی محل را هم بر عوامل فوق افزود.
مطابق نظریه عملکردهای، شهرهای ساسانی به سه دسته تقسیم می‌شوند:
۱. شهرهای مدور، ۲. شهرهای مستطیلی (هیپودام)، ۳. شهرهای منظم.
از شهرهای مدور دورهٔ ساسانی به دارابگرد، اردشیر خوره، مرو و تخت سلیمان می‌توان اشاره‌کرد. از شهرهای مستطیلی (هیپودام) به بیشابور، جندی‌شاپور، ایوان کرخه، سیراف، نیشابور و استخر، و از شهرهای نامنظم، رام شهرستان، تیسفون و قصر شیرین را می‌توان نام برد. البته برخی تیسفون را در زمرهٔ شهرهای مدور می‌دانند. نخستین شهر ساسانی اردشیر خوره – که به دست اردشیر بابکان ساخته شده، دایره‌ای شکل بود. این شکل پیش از این و در دوره اشکانی مرسوم بود. چنان‌که شهر هاترا و دارابگرد تقریباً دایره‌ای شکل است. گفته می‌شود که این طرح بر گرفته از اردوگاه نظامی پارتیان است.
انتخاب شکل دایره یا چیزی شبیه آن، آسانی دفاع از شهری به این شکل است. ساسانیان در ابتدای کار در ساخت شهرهای خود کاملاً تحت تأثیر شهر سازی دوره اشکانی بودند. «شاید بنای مدور شهر، تصویری از کیهان مدور و گردش سیارات است و احتمالاً رابطه‌ای هم با صور فلکی و نیز زمان دایره‌ای دارد». شهر گور با حصارهای مدور و متداخل از نوع شهرهای درون‌گر است که بسته و کاملاً خصوصی می‌باشد. امکان رشد و گسترش در چنین شهرهای بسته وجود ندارد.
هر چیز از خود شهر گرفته تا محلات، خیابان‌ها، بخش‌ها تا مجموعه‌های مسکونی، خانه‌ها و اتاق‌ها همه باید محصور بوده و دارای در و دروازه باشند. حتی راه‌های ارتباطی عمده نیز کاملاً محصور هستند. این راه‌ها به کوچه‌های کوچک‌تر محلی و از آن‌ها به بن‌بست‌های بسیار تنگ و باریک و سپس به ورودی‌های خصوصی و نهایتاً به وسیله راهروهای باریک و اتاق‌ها و ایوان‌های منتهی می‌شود، راه‌های اصلی شهر را می‌توان به هنگام شب کاملاً بست و به این ترتیب ارتباط بین محلات مختلف را قطع کرد. بخش‌های تجارتی شهر را نیز می‌توان به منظور تأمین امنیت در شب محصور نمود و ارتباط آن را با سایر نقاط قطع نمود.
در زمان شاپور اول ساخت شهرها با پلان گرد منسوخ و استفاده از پلان مستطیلی یا هیپودام معمول شد. این رسم بر گرفته از نام هیپوداموس، معمار یونانی اهل ملطیه است که در قرن پنجم پیش از میلاد می‌زیست.